# Хулія Себастьян
Хулія Себастьян (ісп. Julia Sebastián, 23 листопада 1993) — аргентинська плавчиня.
Учасниця Олімпійських Ігор 2016 року.
Призерка Панамериканських ігор 2019 року.
Переможниця Південнамериканських ігор 2014 року.